# دی مرکاپتو سوکسینیک اسید
دی مرکپتو سوکسینیک اسید (به انگلیسی: Dimercaptosuccinic acid) یا (DMSA) با فرمول شیمیایی C4H6O4S2 یک ترکیب ارگانوسولفوره با شناسه پاب‌کم 8007 است که جرم مولی آن ۱۸۲٫۲۲ گرم بر مول می‌باشد. این ترکیب دو گروه تیول و دو گروه کربوکسیلیک اسید دارد.
اسکن کلیه با ترکیب دی مرکاپتوسوکسینیک اسید تکنتیوم 99 برای بررسی عملکرد کلیه بکار میرود.